# Rebelión de Livny
La rebelión de Livny (1918) fue una de las primeras insurrecciones campesinas surgidas contra el poder soviético.
Livny era una ciudad rodeada de territorios productores de trigo, en medio de las rutas comerciales entre Moscú, Kursk, Vorónezh y Oriol. También había unas pequeñas industrias lecheras y productoras de harina y un taller de reparación de líneas férreas. La mayoría de los habitantes eran aldeanos, de los que un 70% eran pobres, un 20% vivían entre la miseria y cierta prosperidad y un 10% eran kulaks.
Los bolcheviques se hicieron fácilmente con el control del óblast de Oriol, donde estaba la ciudad de Livny, a finales de 1917, después de la Revolución de Octubre. Estos intentaron ganarse el apoyo de la población rural fundando Comités de Campesinos Pobres para que los gobernaran, lo que fue muy resistido. La chispa definitiva la dio la requisa forzada de granos ejercida en el marco del comunismo de guerra, que inició una política de persecución despiadada contra todo opositor y castigos contra cualquier aldea que se resistiera.
A comienzos de agosto de 1918 Iván Ilich Klёpov, un campesino eserista y exfuncionario soviético, encabezó una sublevación de los kulaks locales con apoyo de antiguos oficiales zaristas, eseristas, intelectuales y aristócratas locales. Una hueste de 10.000 a 12.000 aldeanos asaltó Livny el 18 de agosto. Los bolcheviques en la ciudad eran apenas 200 más dos ametralladoras; resistieron valientemente pero debieron retirarse a la estación de tren, que fue sitiada y al día siguiente cayó.
El 20 de agosto fuerzas de la Cheka, brigadistas internacionales, un escuadrón de caballería, dos destacamentos de infantería y un tren blindado armado con un cañón de 3 pulgadas y dos ametralladoras venidas desde Oriol llegaron a Livny, dispersaron a la multitud que ase les enfrentó y arrestó y fusiló a varios dirigentes. Los informes hablan de al menos 70 bolcheviques y 300 rebeldes muertos. Klëpov pudo escapar pero no se volvió a saber de él. 
Esta sublevación suele considerarse un bunt, una revuelta breve, puntual y poco significativa. Sin embargo, era señal de una guerra entre el campesinado y el nuevo Estado soviético. Las rebeliones a gran escala en el campo comenzarían solo un año después, y la verdadera guerra entre ambos comenzaría después de la derrota del Movimiento Blanco en 1920.